# Метеозависимость
Метеозависимость (метеочувствительность, метеопатия, (meteopathia: Μετεω, погода + πάθος страдание), meteoropathy) — симптомокомплекс, выраженный в болезненной реакции организма человека на изменения погоды и окружающей среды, обусловленной имеющимися в организме заболеваниями, вызывающими нарушение адаптации организма к таким изменениям. Проявляется в виде головных болей, мигрени, тошноты, слабости и иных болезненных ощущений.
Метеозависимость официально не признана медицинским сообществом как болезнь и не включена в список Международной классификации болезней, принятой Всемирной организацией здравоохранения, однако часть врачей признает возможное влияние погоды на самочувствие человека.
Специалисты предполагают, что основная причина боли у метеозависимых людей связана с резким изменением температуры воздуха, перепадами атмосферного давления и геомагнитной активностью, а также уровня влажности окружающей среды, которые могут вызывать дисбаланс химических веществ (например, серотонина), а также влиять на сердечно-сосудистую систему человека, в том числе, изменяя приток крови к мозгу, вызывая головные боли, мигрени, апатию, и иные болезненные ощущения.

Доктор медицинских наук, профессор кафедры неврологии Пермского государственного медицинского университета Юлия Каракулова убеждена, что:
Метеозависимость — избыточное реагирование человека на изменения условий окружающей среды. Связано это с работой вегетативной нервной системы — она обеспечивает саморегуляцию процессов внутри человеческого организма и его реакцию на происходящее вокруг.

## Возможные причины метеозависимости
Болезненная реакция вызвана саморегулирующимися процессами в организме человека, с помощью которых его биологические системы поддерживают внутреннюю стабильность, приспосабливая его к оптимальным для выживания организма условиям: дыхание, кровяное давление, пульс, терморегуляция и т. п. Нарушение работы даже одного из них может спровоцировать ухудшение работы другого, что в совокупности и может вызывать различные виды боли.

Вин Чанг, доктор медицины, ShoulderSphere:
Безусловно, наш организм реагирует на изменения окружающей среды. Наши суставы действуют как «воздушные шары» — они сжимаются в ответ на повышенное атмосферное барометрическое давление и расширяются при пониженном атмосферном давлении
Погодными факторами, которые могут влиять на организм и провоцировать приступы метеозависимости относят:
- резкие изменения атмосферного давления;
- вспышки на Солнце или геомагнитная активность;
- перепады температуры воздуха и влажности окружающей среды.

Дополнительными факторами, которые негативно влияют на организм человека и могут провоцировать и усиливать метеозависимость, являются:
- стресс;
- неактивный образ жизни;
- курение;
- алкоголь.

## Симптомы метеозависимости
Симптомы метеозависимости могут проявляться и обостряться при наличии у человека следующих заболеваний:
- Головные боли, мигрени, головокружение, слабость. Вызваны ухудшением работы кровеносной системы и доставки кислорода в мозг.
- Боли в мышцах, суставах, местах травмы, растяжки, переломов. Вызваны адаптацией и изменением организма к окружающей среде (в местах переломов изменённая структура кости и ткани).
- Апатия, негативное настроение, агрессивность во время погодных скачков чаще всего проявляется у людей с высокой рецепторной чувствительностью и невротическими расстройствами.

Также, могут возникать болезненные ощущения со стороны нервной системы, сердечно-сосудистой, дыхательной, желудочно-кишечного тракта, терморегуляции, потоотделения.

## Исследования метеозависимости

### Исследования в поддержку метеозависимости как заболевания
Группа исследователей из Манчестерского университета и их сотрудники провели 15-месячное исследование с участием более 13 000 жителей Великобритании, страдающих метеозависимостью. Участники записывали ежедневную интенсивность боли в приложении для смартфонов. После этого местоположения GPS их телефонов будут связаны с местными данными о погоде.
Проанализировав 5,1 миллиона сообщений о боли, исследователи сравнили у каждого человека: погода в дни, когда наблюдалось значительное усиление боли; погода в дни, когда такое усиление боли не наблюдалось. Они обнаружили, что дни с более высокой влажностью, более низким давлением и более сильным ветром с большей вероятностью связаны с днями сильной боли.
Ученые Mayo Clinic подтверждают существование сезонных депрессий (SAD), которые вызваны сменой погоды поздней осенью или в начале зимы и которые проходят в более солнечные дни весны и лета.
Австралийские ученые выявили, что у 200 пациентов, наблюдаемых в течение трех месяцев, боль в коленях незначительно усиливалась при падении температуры или повышении атмосферного давления.
В марте 2023 года приложение для метеозависимых людей Метеоагент провело собственное исследование метозависимых людей, в ходе которых выявило корреляцию между резкими изменениями погоды и ухудшением самочувствия респондентов.

### Исследования против метеозависимости как заболевания
Исследование, опубликованное в British Medical Journal в 2017 году, изучали сообщения о боли в суставах или спине, полученные в результате миллионов посещений врача в период с 2008 по 2012 год, которые были зарегистрированы Medicare, системой здравоохранения США для пожилых людей. Он сравнил их с данными о дожде, записанными Национальным управлением океанических и атмосферных исследований, но не обнаружил никакой корреляции.
Данные о миллионах амбулаторных посещений пожилых американцев, связанные с данными о ежедневном количестве осадков, не показали никакой связи между количеством осадков и амбулаторными посещениями пациентов с болью в суставах или спине … Это имело место как среди пожилого населения в целом, так и среди пациентов с ревматоидным артритом в частности. 

### Прочие исследования
«Земное эхо солнечных бурь» — монография Александра Леонидовича Чижевского, советского биофизика, основоположника гелиобиологии. В своей книге Чижевский проанализировал большой исторический материал и обнаружил корреляцию максимумов солнечной активности и массовых катаклизмов на Земле. Отсюда сделан вывод о влиянии 11-летнего цикла солнечной активности (периодического увеличения и уменьшения количества пятен на Солнце) на климатические и социальные процессы на Земле.